# MTZ–2
Az MTZ–2 szovjet kabin nélküli mezőgazdasági vontató, amelyet 1954–1958 között gyártott a Minszki Traktorgyár és a Déli Gépgyár.
A minszki gyárban először ekét, indító motort és KD–35-ös lánctalpas traktort gyártottak, de később megjelent egy kormányhatározat, amely alapján egy 37 lóerős, immár kerekes traktort terveztek meg. Ez lett az MTZ, amelynek két változatát is gyártani kezdték, azt MTZ–1-et és az MTZ–2-t. Hamarosan kiderült azonban, hogy a gyakorlat számára nem elegendő, amire az MTZ–2 képes, ezért 1956-ra kifejlesztették az MTZ–5 prototípusát, az MTZ–2 gyártása pedig hamarosan véget ért.